# Acsády Jenő
Acsády Jenő, 1883-ig Adler, névváltozata: Acsádi (Nagykároly, 1853. április 9. – Kőröshegy, 1940. december 1.) mérnök, műszaki főtanácsos.

## Élete
Középiskolai tanulmányait Pozsonyban végezte, majd 1872-ben érettségit tett és 1876-ban a Zürichi Műegyetemen mérnöki oklevelet szerzett. Miután hazatért, 1878-tól mint ösztöndíjas mérnök-gyakornok állami szolgálatba állt. 1879 és 1903 között több vármegye építészeti hivatalának beosztott mérnöke volt, majd a Kereskedelmi Minisztériumhoz került, ahol beosztott műszaki tanácsosként dolgozott. Közúti építkezésekkel, elsősorban út-, vasút- és hídépítéssel, azok közigazgatási és gazdasági vonatkozásaival foglalkozott. Tanulmányai a Mérnök- és Építészeti Egylet Közlönyében és más mérnöki és közgazdasági szaklapban jelentek meg. Tagja volt az Izraelita Magyar Irodalmi Társulatnak.
A Kozma utcai izraelita temetőben helyezték végső nyugalomra (17A-3-19).

## Családja
Nagykárolyi ortodox zsidó család sarja.
Nagyszülei: Adler Antal, Fried Lea; Fisch Ignác, Zichermann Róza.
Szülei: Adler Farkas (1820 – Hajdúszoboszló, 1911. jan. 10.) és Fisch Eszter (meghalt 1904. aug. 2. Hajdúszoboszló). Édesapja a hajdúszoboszlói közéletban fontos szerepet vállalt, több kulturális kezdeményezés (helyi zsinagóga építése, városi kulturális események stb.) fűződik a nevéhez, bőkezű mecénás volt.
Testvérei: Adler Ferenc, Acsády Ignác (Nagykároly, 1845. szept. 9. – Bp., 1906. dec. 17.) történész, újságíró, író, Adler Sámuel (= Adler Samu, Nagykároly 1855. – Hajdúszoboszló, 1909. febr. 10. Temetés: 1909. febr. 12. Hajdúszoboszló) huszártiszt, majd a Hajdúvármegyei Takarékpénztár igazgatója, Roth Lajosné Adler Fanni, Szende Adolfné Adler Róza (meghalt 1937. dec. Szinérváralja). Szende Adolf és Adler Róza fia, Acsády Jenő unokaöccse: Szende Pál (Nyírbátor, 1879. febr. 7. – Szinérváralja, 1934. júl. 16.) társadalomtudós, közgazdász, a Károlyi-kormány pénzügyminisztere.
Adler Sámuel unokája: Schweitzer Pál (Bp., 1935. júl. 26. – Bp., 2005. febr. 23.) irodalomtörténész, kandidátus, Ady-kutató.
Felesége: Sas Adél.
Fia: Acsády József (1887–1950. jún. 9. Bp.) minisztériumi osztályfőnök.
Unokája: Acsády Edit (meghalt 1976. aug. Bp. Temetés: 1976. szept. 3. Rákoskeresztúr), Fenyő László (= Friedmann László, Bp., 1902. nov. 9. – Rohonc, 1945. márc. 26.) mártír-költő felesége.

## Főbb művei
- A záhonyi Tiszahíd biztosítására épített parkvédő sarkantyúk (Magyar Mérnök és Építész Egylet Közlönye, 1887)
- Három nagy kőboltozatos híd építésének ismertetése (Magyar Mérnök és Építész Egylet Közlönye, 1888)
- A mezőgazdasági út-, vasút- és hídépítés (Budapest, 1897)
- A közúti ügyek a lipcsei és a brüsszeli kiállításon (Magyar Mérnök és Építész Egylet Közlönye, 1898)
- Magyar és német műszaki szótár. – Ungarisches und deutsches technisches Wörterbuch. I–II. kötet (Budapest, 1900–1901)
- Közutaink közigazgatási és közgazdasági tekintetben (Magyar Mérnök és Építész Egylet Közlöny)